# Mott the Hoople
I Mott the Hoople sono stati uno storico gruppo rock inglese, attivo negli anni settanta.

## Storia
Nati nel 1969 dal gruppo Silence, per volontà del manager Guy Stevens il cantante Stan Tippins venne sostituito dal più esperto Ian Hunter e il nome del gruppo venne cambiato in Mott the Hoople (titolo di una novella inglese scritta da Willard Manus). Il primo omonimo album Mott the Hoople esce nello stesso 1969. Le cover strumentali di You Really Got Me dei Kinks, ballata in stile Dylaniano, la rockeggiante Rock and Roll Queen firmata dal chitarrista Mick Ralphs e la reinterpretazione di Laugh at Me di Sonny Bono & Cher caratterizzano l'album. Una delle loro prime esibizioni live avvenne alla Bat Caverna di Riccione (il locale non esiste più).
Il 1970 li vede impegnati nella registrazione del black album Mad Shadows, registrato live in studio per tentare di recuperare l'energia delle loro esibizioni: nonostante le scarse vendite di dischi i Mott the Hoople hanno sempre ottenuto, infatti, notevole successo di pubblico ai concerti. Album osteggiato dalla critica, contiene però dei classici quali Walkin' with a Mountain, Thunderbuck Ram, You Are One of Us e I Can Feel.
Nel 1971 viene pubblicato l'album Wildlife. Il cambio di tendenza musicale strizza l'occhio a sonorità più americaneggianti, e sono da segnalare canzoni come Whiskey Women, Angel of Eighth Avenue, Waterlow (della quale i Nomadi incisero una cover, Suoni, senza tuttavia riconoscere al gruppo la paternità) e Original Mixed Up Kid Keep a Knockin' (registrata durante un concerto, ancora per richiamare al potente sound espresso durante le esibizioni, ma che non trovava la propria dimensione su vinile).
Sempre nel 1971 esce Brain Capers. Le vendite furono fallimentari anche per questo album, ma alcuni pezzi vennero poi considerati come le tracce guida per diversi generi musicali quali il punk rock e la new wave. Death May Be Your Santa Claus, The Journey, Sweet Angeline, The Moon Upstairs alcuni dei titoli.
Delusi dagli insuccessi di vendite nonostante i tutto esaurito ai concerti, decisero di sciogliersi, quando un loro accanito fan, il famosissimo cantante David Bowie si propose loro come produttore insieme al chitarrista ed arrangiatore Mick Ronson. Bowie offrì ai Mott The Hoople il pezzo Suffragette City, ma venne rifiutato in quanto considerato non adatto al gruppo. Venne invece accettata All the Young Dudes, che diede il nome all'intero album. Il singolo venne indicato da Bowie come un potenziale numero 1 in classifica e questo avvenne. Singolo ed album furono un successo di vendite e finalmente il gruppo cominciò a godersi la meritata fama. È doveroso segnalare che l'album All the Young Dudes va ad aggiungersi ad altri due album prodotti nello stesso anno dal duo Bowie/Ronson: oltre a The Rise and Fall of Ziggy Stardust and the Spiders from Mars dello stesso Bowie, c'è anche Transformer di Lou Reed.
Titoli più conosciuti di All the Young Dudes sono la cover Sweet Jane, One of the boys e Ready for love di Ralphs (registrata nuovamente nel 1974 sull'album omonimo dei Bad Company).
Arriva il tastierista esperto in sintetizzatori Morgan Fisher (suonò in seguito in una tournée coi Queen ad inizio anni ottanta, oggi è uno stimato musicista e produttore in Giappone). Nel 1973 viene pubblicato Mott. Viene considerato il miglior album del gruppo. Una su tutte All The Way From Memphis, inno al rock, ai rockettari e chiunque ami la musica. Canzone che è stata oggetto di cover tra i tanti anche dal chitarrista dei Queen Brian May e da Michael Shencker. In questo album non è più presente il tastierista Verden Allen che decise di abbandonare il gruppo in quanto la direzione musicale prese una strada differente da quel che desiderava.
Anche il chitarrista Mick Ralphs lasciò il gruppo al termine della registrazione dell'album e di qualche concerto, per le tensioni sulla leadership del gruppo con Hunter e perché egli non fu in grado di eseguire la giusta interpretazione della sua canzone I can't get enough. Ralphs fondò così i Bad Company (con Paul Rodgers). Il primo singolo Can't get enough è diventato uno dei classici del rock.
Il vuoto alla chitarra solista fu colmato dal chitarrista degli Spooky Tooth e dei WidowMakers: Luther Grosvenor, che per l'occasione assunse l'identità di Ariel Bender. Presenza scenica eccezionale, sound potente, ma poco fantasioso in studio tanto che dopo la pubblicazione dell'album The Hoople del 1974 venne, a quanto pare, allontanato dal gruppo da Hunter (gossip da verificare). Il disco fu un altro successo di vendite grazie ai singoli The Golden Age of Rock and Roll e Roll Away The Stone. Da citare Marionette considerata la progenitrice di Bohemian Rhapsody dei Queen e Crash Street Band che annunciava i problemi sociali delle gang dei ragazzi di quartiere.
Ariel Bender lascia la band ed arriva l'ex chitarrista ed arrangiatore di Bowie, Mick Ronson.
Registrano il singolo Saturday Gigs, un disco live prodotto dal batterista (all'epoca solo le band più importanti vantavano un disco dal vivo), programmano una tournée che verrà cancellata. Hunter venne ricoverato per collasso dovuto a stress e i Mott The Hoople si sciolsero in quanto Hunter lasciò la band, portando con sé Mick Ronson.
Hunter e Ronson registrarono diversi album insieme a più riprese negli anni. Due classici sono Once Bitten Twice Shy del 1975 (rifatta dai Great White nel 1989) e Cleveland Rocks (rifatta dai Presidents of the USA). Ronson morì nel 1993 a causa di un cancro.
Ian Hunter ha pubblicato un nuovo disco nel 2016 ed è stato in tournée in Europa e USA. Il suo ultimo album in studio è del 2024, quando aveva 85 anni. È considerato "l'ultimo dei rocker".
Si ricordano entrambi per la partecipazione al Freddie Mercury Tribute Concert nel 1992.
I rimanenti membri dei Mott The Hoople reclutarono alla voce Nigel Benjamin ed alla chitarra Ray Major. Pubblicarono nel 1975 l'album Drive On e nel 1976 Shouting and Pointing. Nel 1978 divennero "British Lions" pubblicando l'omonimo album col cantante John Fiddler (ex-Medicine Head), con il manager degli Status Quo. Registrarono anche un secondo album, ma venne pubblicato due anni dopo lo scioglimento del gruppo.

### Dopo lo scioglimento
- Ian Hunter è in piena attività, pubblica album, DVD, suona in tournée
- Mick Ralphs ha avuto successo mondiale coi Bad Company dal 1974 agli inizi del ventunesimo secolo. Nel 2004, dopo 31 anni, è tornato a suonare insieme a Ian Hunter per la tournée europea del Rant Band Tour.
- Verden Allen ha un suo gruppo ed ha pubblicato un paio di dischi
- Dale Griffin è stato produttore e collaboratore con la Sony Music. È morto il 18 gennaio 2016
- Overend Watts è stato citato durante una premiazione come miglior bassista agli MTV Awards, nonostante non fosse tra i candidati. È morto il 22 gennaio 2017
- Morgan Fisher è uno stimato musicista e produttore in Giappone
- Ariel Bender ha registrato album ed ha un suo gruppo
- Mick Ronson ha collaborato a più riprese con Ian Hunter in studio ed in concerto, ha partecipato al tour "live" di Bob Dylan del 1976, ha collaborato con John Cougar Mellencamp, Morrissey, ha prodotto musicisti (anche italiani); dopo la morte nel 1993, viene organizzato in suo onore il Mick Ronson Tribute, al quale partecipano Ian Hunter, Roger Daltrey (The Who), gli Spiders from Mars, Roger Taylor (Queen), Spike Edney (session man per Queen, Duran Duran, The Cross, Bob Geldof), Joe Elliott (Def Leppard) e molti altri

## Reunion 2009 e 2013
In occasione del 40º anniversario dalla nascita del gruppo, i Mott The Hoople si sono riuniti nella formazione originale per suonare a Londra all'Hammersmith HMV Apollo (ex Hammersmith Odeon), il 2 e 3 ottobre 2009, ma essendo andati venduti i 7000 biglietti per le due serate in soli due giorni è stata aggiunta una data l'1 di ottobre e successivamente anche il 5 e 6 ottobre. (Fonte: www.mottthehoople.com www.ianhunter.com)
Dale "Buffin" Griffin, il batterista, ha suonato a tutte e 5 le serate, ma solamente per l'esecuzione di 3 canzoni (Roll Away The Stone, All The Young Dudes, You keep a knockin'), a causa delle difficoltà dovute alla malattia che l'aveva, da poco, colpito.
Per tutti e 5 i concerti la batteria è stata suonata da Martin Chambers, musicista del gruppo The Pretenders.
Nuova reunion nel 2013, con cinque date nel Regno Unito nel mese di novembre.

## Formazione

### Formazione attuale
- Ian Hunter - voce
- Ariel Bender, chitarra
- James Mastro, chitarra
- Morgan Fisher, tastiera
- Dennis Dibrizzi, tastiera
- Steve Holley, batteria

### Precedente
- Pete Overend Watts, basso
- Dale Griffin, batteria
- Verden Allen, tastiera
- Mick Ronson, chitarra
- Mick Ralphs, chitarra
- Mick Bolton, tastiera

## Discografia

### Album in studio
Mott The Hoople
- 1969 - Mott the Hoople
- 1970 - Mad Shadows
- 1971 - Wildlife
- 1971 - Brain Capers
- 1972 - All the Young Dudes
- 1973 - Mott
- 1974 - The Hoople

Mott
- 1975 - Drive On
- 1976 - Shouting and Pointing

### Live
- 1974 - Live - UK numero 32 / U.S. numero 23
- 1996 - Original Mixed Up Kids: The BBC Recordings
- 2000 - Rock 'n' Roll Circus: Live Wolverhampton Civic Hall, 6th April 1972
- 2000 - Live Dudes
- 2006 - Live Fillmore West: San Francisco
- 2007 - Fairfield Halls, Live 1970
- 2009 - Live at HMV Hammersmith Apollo 2009

### Raccolte
- 1972 - Rock & Roll Queen
- 1975 - Greatest Hits
- 1979 - Shades of Ian Hunter: The Ballad of Ian Hunter & Mott the Hoople
- 1990 - Walkin' with a Mountain: The Best of Island Years, 1969-1972
- 1992 - Collection
- 1992 - London to Memphis
- 1993 - The Ballad of Mott: A Retrospective
- 1994 - Backsliding Fearlessly: The Early Years
- 1997 - Super Hits
- 1997 - All the Young Dudes
- 1998 - All the Way from Stockholm to Philadelphia: Live 71/72
- 1999 - Live: Over Here and Over There - 75/76
- 2000 - Friends and Relatives
- 2000 - Greatest Hits Live
- 2000 - A Tale of Two Cities
- 2000 - The Gooseberry Sessions & Rarities
- 2001 - World Cruise
- 2001 - The Best of the Island Years: 1969-1972
- 2002 - Two Miles from Live Heaven
- 2002 - Hoopling: Best of Live
- 2002 - The Best of Mott the Hoople
- 2004 - Mojo Presents... An Introduction to Mott the Hoople [live]
- 2005 - Family Anthology
- 2006 - Essential Young Dudes: Live and More
- 2006 - An Introduction to Mott the Hoople
- 2006 - Journey: A Retrospective
- 2007 - Mott the Hoople [Black Box]